# Barbus luapulae
Barbus luapulae är en fiskart som beskrevs av Fowler, 1958. Barbus luapulae ingår i släktet Barbus och familjen karpfiskar. IUCN kategoriserar arten globalt som livskraftig. Inga underarter finns listade.